# Anne Crahay
Anne Crahay (ur. 1973 roku w Verviers) – belgijska ilustratorka i autorka książek.
Ukończyła komunikację wizualną w Wyższej Szkole Sztuk Pięknych Saint-Luc w Liège. Pracowała przy filmach animowanych, a następnie jako niezależna projektantka graficzna i ilustratorka książek dla dzieci. 
Publikuje m.in. w wydawnictwach  Albin Michel,  Élan vert, CotCotCot éditions. Obecnie mieszka w Andrimont i uczy projektowania graficznego i ilustracji na swojej macierzystej uczelni w Liège. Jej książki tłumaczono na chiński, japoński, koreański, niemiecki, duński, włoski i hiszpański.
W Polsce jej książki publikuje Wydawnictwo Zakamarki.
Dotychczas po polsku ukazały się (wszystkie w tłumaczeniu Katarzyny Skalskiej)
- Mój spokój (tyt. oryg. Bonjour, le calme), wyd. polskie 2021, ISBN 978-83-7776-187-8
- Moja złość (tyt. oryg. Bonjour, colère), wyd. polskie 2021, ISBN 978-83-7776-188-5
- Mój sen (tyt. oryg. Bonjour, sommeil), wyd. polskie 2024, ISBN 978-83-7776-260-8